# Roy Kral
Roy Kral (Cicero, 1921. október 10. – Montclair, 2002. augusztus 2.) amerikai dzsesszzongorista, hangszerelő, énekes.

## Pályakép
Roy Kral az Illinois állambeli Ciceróban született. Kral Szülei Joseph F. és Georgiana Kral voltak. Apja politikus volt Ciceróban. Gyerekkorában Kral klasszikus zongorázást tanult, de az 1930-as években érdeklődése a jazz felé fordult.
A második világháború alatt a hadsereg zenekarának hangszerelőjeként szolgált. chicagóba vissztértekor csatlakozott a George Davis Quartethez. Amikor találkozott Jackie Cain énekesnővel, rövidesen létrejött duójuk: Jackie and Roy. A pár az 1940-es. -50-es években vált ismertté.
Jackie-t szóló balladaénekesként is csodálták.
1948-ban a duó csatlakozott Charlie Ventura zenekarához, ahol Kral  zongorázott és hangszerelő is volt. A pár nem sokkal házasságuk előtt, 1949 júniusában elhagyta Ventura zenekarát, majd rövid ideig fellépett egy Kral által szervezett szextett tagjaként.
1950-ben Kral és felesége Chicagóba költözött. Saját televíziós műsorukban is  szerepeltek. 1953-ban nyolc hónapra visszatértek Ventura zenekarába, majd az 1950-es évek közepén New Yorkban és Los Angelesben is felléptek. 1957-1960-ban között Las Vegasban léptek fel. Amikor lányaik megszülettek, Anita O'Day Jackie-t.
1963-ban Kral és családja New Yorkban telepedett le. Jackie és Roy számos reklámban szerepelt az 1960-as években. A duó az 1990-es évekig folytatta a felvételeket és nemzetközi turnékon vett részt.
Kral szívelégtelenségben halt meg Montclairben. 80 éves volt.

## Albumok
(Jackie & Roy:)
- Time and Love
- High Standards
- Lovesick
- Star Sounds
- Changes
- A Wilder Alias
- The Soundheim Collection
- Sing Baby Sing
- The Glory of Love
- Free and Easy with the Bill Holman Orchestra
- In the Spotlight